# Nogalia
Nogalia es un género de plantas con flores de la familia Boraginaceae. Comprende una especie, Nogalia drepanophylla.
Está considerado un sinónimo del género Heliotropium L.